# Platycnemis sikassoensis
Platycnemis sikassoensis là một loài chuồn chuồn kim thuộc họ Platycnemididae. Loài này có ở Bénin, Cộng hòa Trung Phi, Bờ Biển Ngà, Gambia, Ghana, Guinea, Liberia, Mali, Nigeria, Senegal, Sierra Leone, Togo, và Uganda. Môi trường sống tự nhiên của chúng là rừng ẩm vùng đất thấp nhiệt đới hoặc cận nhiệt đới và sông ngòi.